# Dorfkirche Ferchland

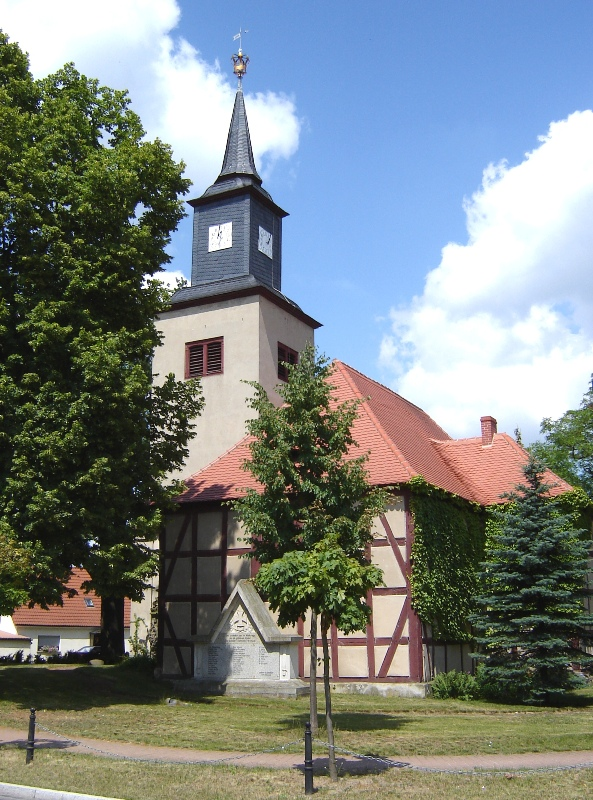
Kirche in Ferchland

Die Dorfkirche Ferchland ist das evangelische Gotteshaus von Ferchland an der Elbe (Sachsen-Anhalt).

## Geschichte

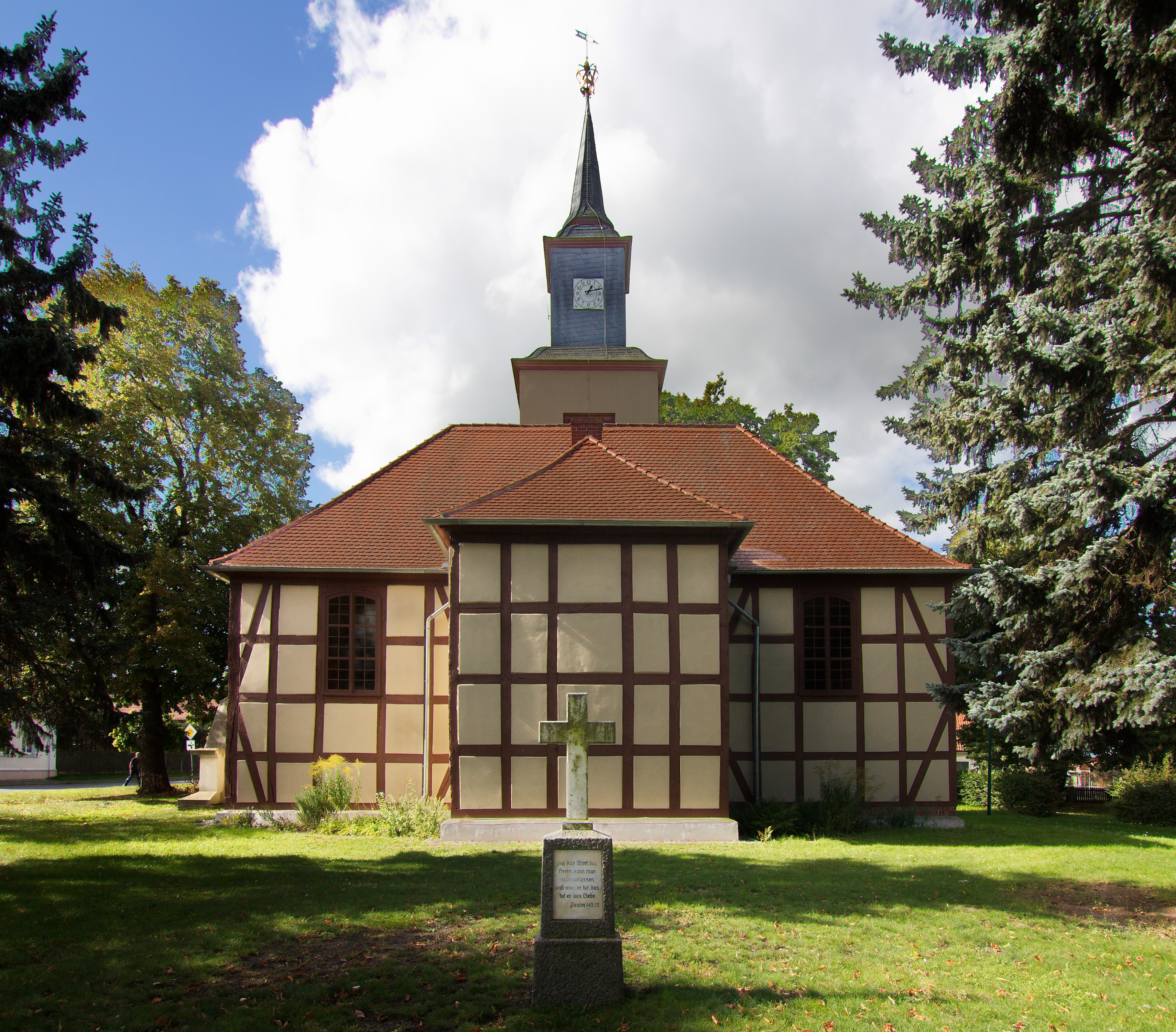
Fachwerkbau von Osten

Die Kirche steht im Zentrum des Ortes an der Genthiner Straße auf einem freien Platz. 
Das Kirchenschiff ist ein kreuzförmiger Fachwerkbau, der ein Walmdach trägt. Über dem westlichen Kreuzarm wurde der Kirchturm errichtet, der aus verputztem Mauerwerk besteht. Er ist mit einem vierseitigen Pultdach versehen, dem ein im Grundriss kleineres Uhrengeschoss aufgesetzt ist, das wiederum eine sechsseitige spitze Haube trägt. Über der Haube ist eine eiserne Krone angebracht, die auf das Patronat des preußischen Königs hinweist. Während das Dach des Kirchenschiffs mit Ziegeln gedeckt ist, besteht die Dachhaut der Turmelemente aus Schiefer.
Über dem Kirchenportal steht die Inschrift:
„Durch Gottes Gnade ist dieses Gotteshaus, nachdem die im Dorfe gelegene Kirche nach und nach von der Elbe eingerissen, von dem Allerdurchlauchtigsten und Großmächtigsten Friedrich Wilhelm, König in Preußen und Churfürst zu Brandenburg, des heiligen römischen Reiches Erz-Kämmerer etc.-, unter Direction des Krieges- und Domänen-Kammer-Präsidenten Geheimten Rats- und Ambt-Hauptmanns Christoph Katten, des sel. Ambtmanns Joh. Wilh. Försters und des Pastoris Fr. Christian Berends durch den Baumeister August Martini von Grund aus neu erbaut. Anno 1729.“
Die Kirche in der heutigen Form wurde demnach im Jahr 1729 vom Baumeister August Martini errichtet. Die ehemals direkt am Elbufer stehende alte Kirche wurde durch Verlagerungen des Flusses zerstört. Im Jahr 1945 erlitt sie durch Kriegseinwirkung insbesondere an der Nordwand schwere Schäden. Diese wurden in den Jahren 1953 bis 1955 wieder behoben. Der Gottesdienstraum verläuft über die Nord-Süd-Flügel, bis auf die Westseite sind die Wände mit Emporen versehen.

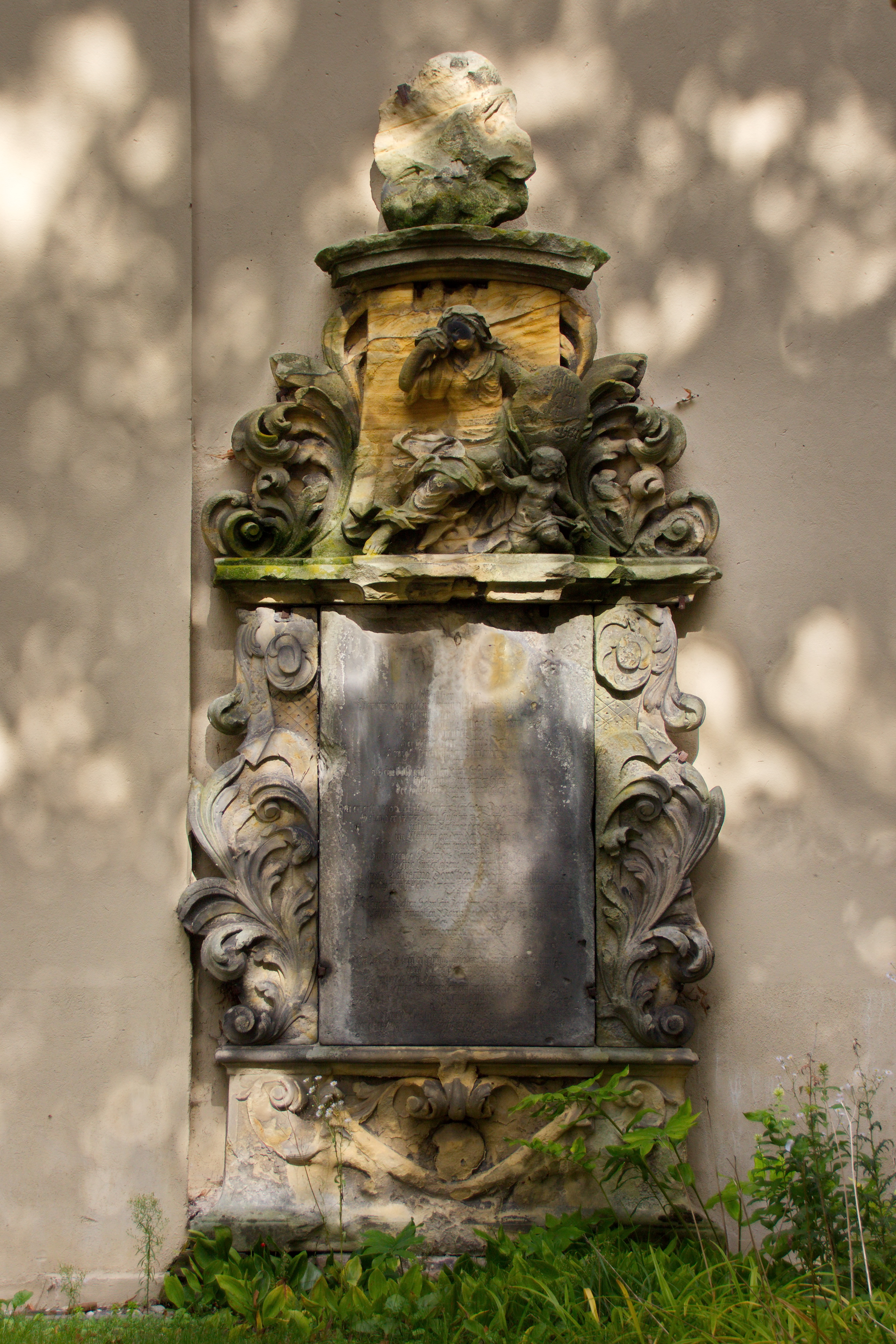
Gedenkstein an kgl. Amtmann Moritz Reuter an der Kirche
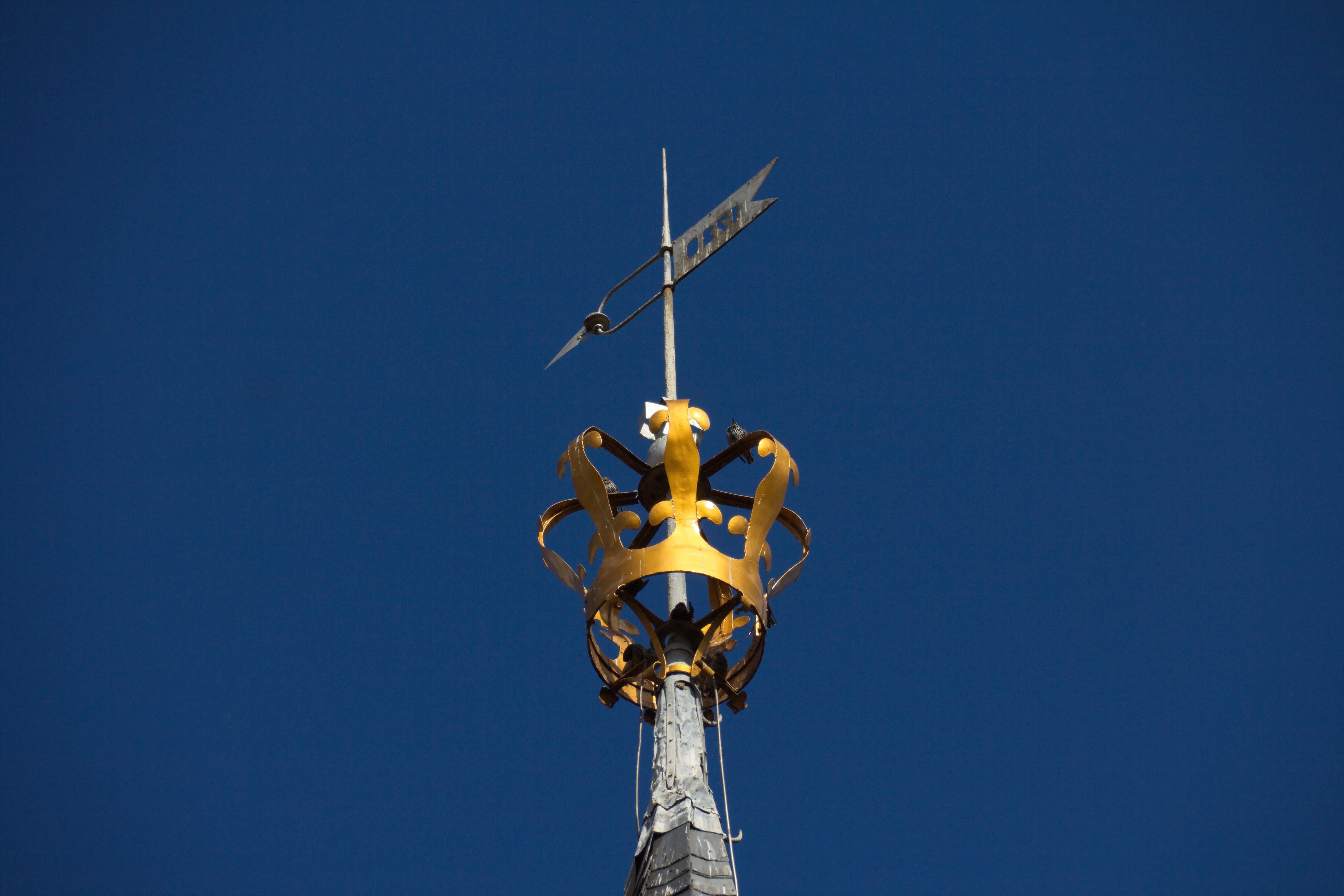
Krone auf dem Kirchturm
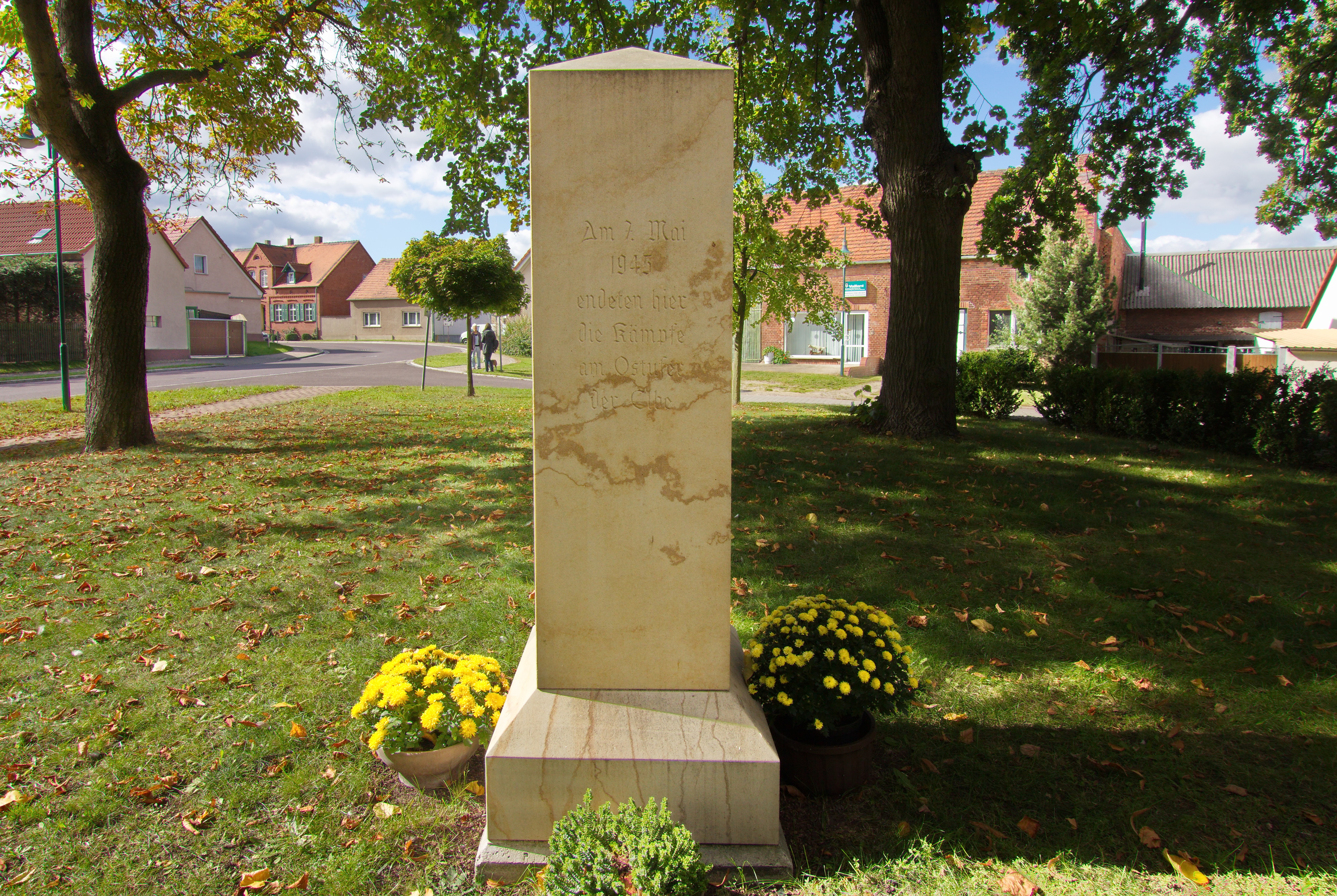
Gedenkstein erinnert an die hier 1945 endenden Kämpfe
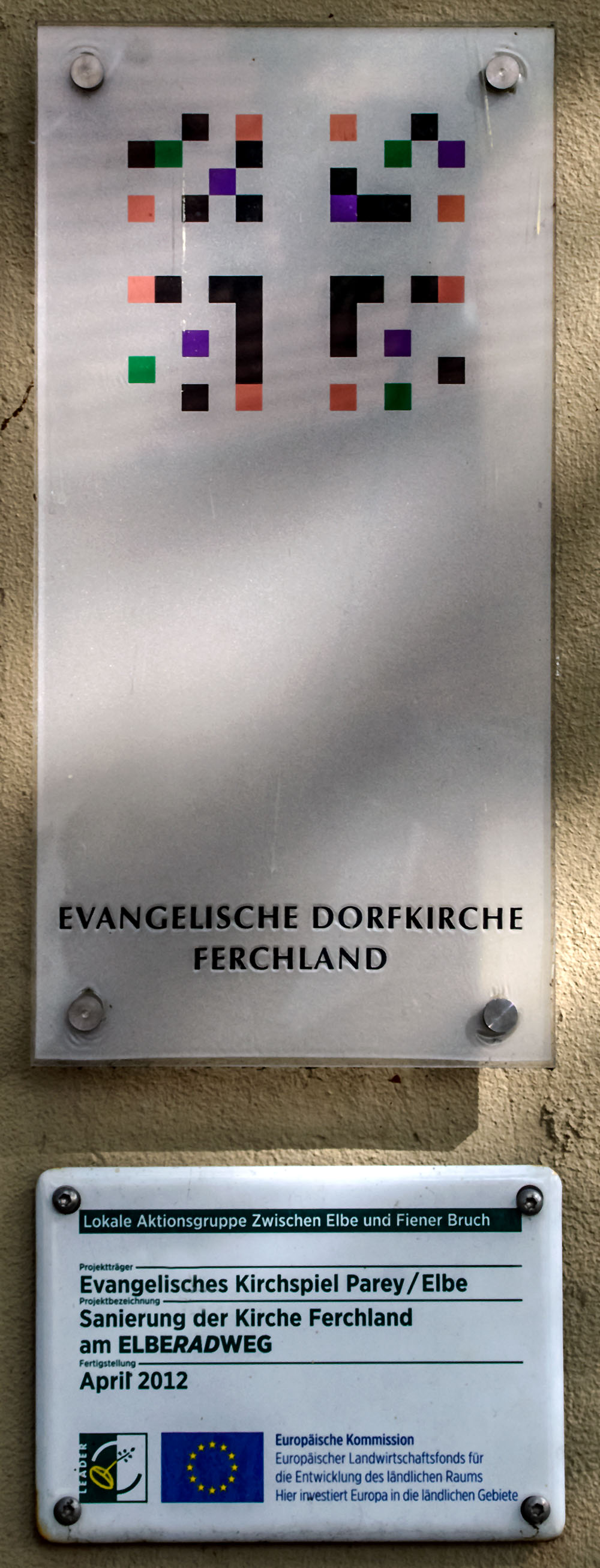
Sanierung im April 2012 abgeschlossen